# 로제 마르탱 뒤 가르
로제 마르탱 뒤 가르(Roger Martin du Gard, 1881년 3월 23일 ~ 1958년 8월 22일)는 프랑스의 소설가·극작가이다.
파리 근처의 소읍에서 태어나 부친은 소송대리인으로 전형적인 서민이었다. 고등중학교를 마칠 무렵인 17세 때에 톨스토이의 《전쟁과 평화》를 읽고 감격하여 '여러 사람의 등장인물과 무수한 삽화를 가진 수명이 긴 소설'을 쓰려는 방향이 결정되었다고 한다. 1899년 국립고문서학교에 진학하여 거기서 배운 역사 연구의 방법과 태도가 후에 그의 소설작법이 되었다. 1906년에 결혼, 창작에 전념하여 <생성(生成)>(1908) 등의 소설을 발표하였고 드레퓌스 사건 당시에 지식인의 고뇌를 묘사한 장편 <장 바로아>(1913)는 관심을 모은 문제작이었다. 그 무렵 지드와 친숙하게 되었고 또 코포의 새로운 연극운동에 협력하였다. 희곡은 농민의 풍속을 다룬 소극(笑劇) <를뢰 아저씨의 유언>이 있다. 1920년 드디어 필생(畢生)의 대작 <티보가(家)의 사람들> 창작에 착수하여 전8부 11권을 발표, 1937년에 노벨 문학상을 받았다. 1941년부터 또다시 제2의 장편 <모모르 대령의 회상>(미발표)을 썼으나 이것은 미완으로 그쳤다.